# 新沃佳内 (顿涅茨克州)

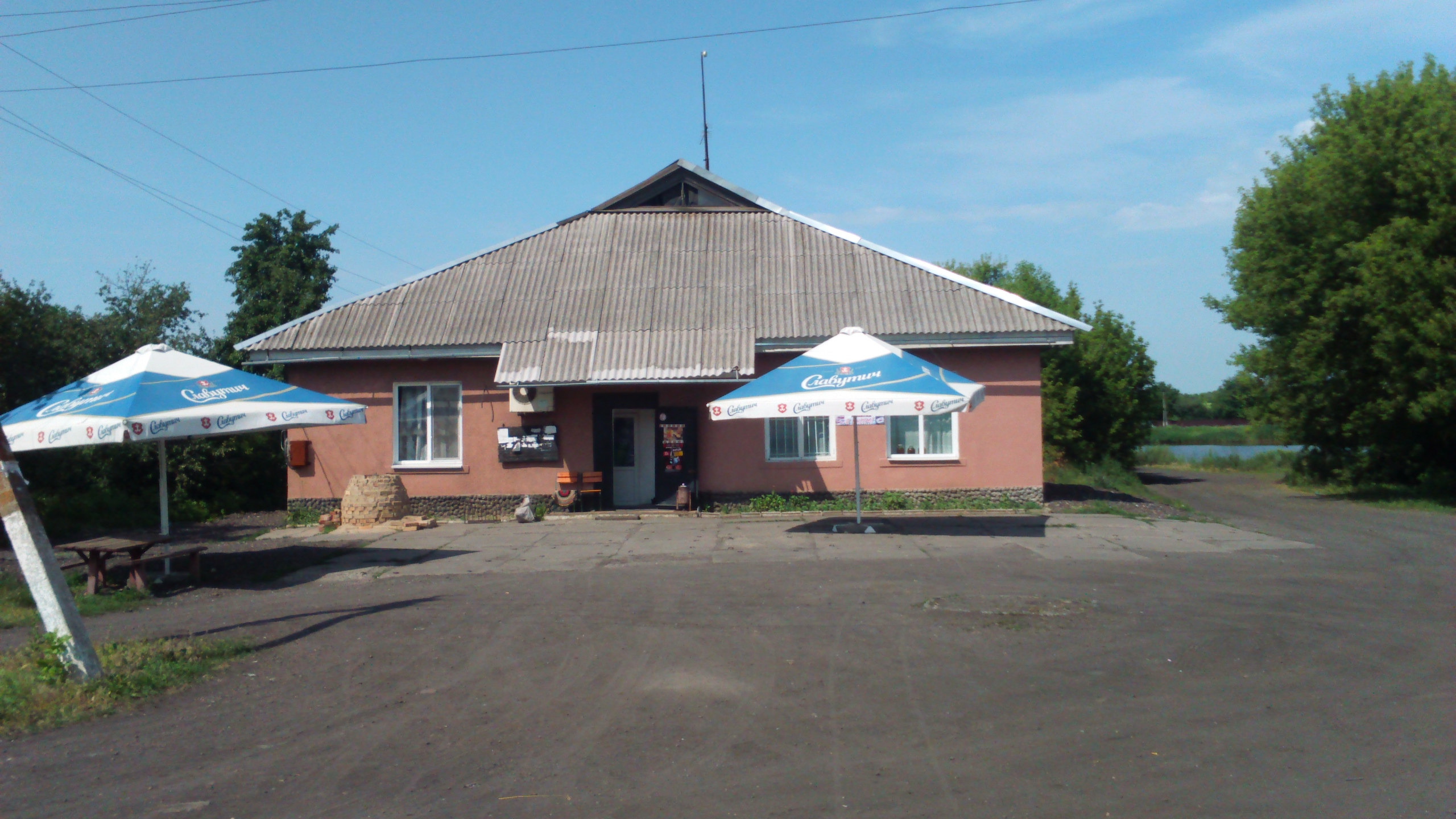
新沃佳內

新沃佳內（烏克蘭語：Нововодяне）是位於烏克蘭東部的村莊，由頓涅茨克州波克羅夫斯克區的比洛澤爾斯凱市鎮負責管轄。該村處於沃佳納河畔，始建於十九世紀後期。